# Full House (US-amerikanische Fernsehserie, 1987–1988)
Full House (Originaltitel: Rags to Riches) ist eine US-amerikanische Dramedy-Fernsehserie, die zwischen 1987 und 1988 produziert wurde. Sie besteht aus zwei Staffeln und insgesamt 20 Episoden.
Die Serie ist nicht zu verwechseln mit der ebenfalls seit 1987 produzierten, weit erfolgreicheren und auch im englischen Originaltitel Full House genannten Sitcom.

## Handlung
Nick Foley ist ein erfolgreicher Unternehmer, der in Bel Air, Kalifornien zusammen mit seinem aus England stammenden Butler John Clapper lebt. Er leitet Foley's Frozen Foods, ein Unternehmen, das Tiefkühlwaren produziert. Um sich selbst das Image eines Familienvaters anzueignen, beschließt er sechs Mädchen aus zerrütteten sozialen Verhältnissen bei sich aufzunehmen. Diese wären vom Jugendamt getrennt worden, wenn nicht Foley sie alle zusammen bei sich aufgenommen hätte.
Zunächst müssen sich sowohl die Mädchen wie auch Nick Foley zusammenleben. Ursprünglich nur vorübergehend geplant, entwickelt Nick eine Zuneigung zu ihnen und adoptiert sie schließlich. Die Mädchen sind sehr musikalisch. In jeder Folge offenbaren sie ihr Gefühlsleben, indem sie, ähnlich wie in der Fernsehserie Glee, Lieder singen. Da die Serie in den 1960er-Jahren spielt, handelt es sich dabei um bekannte Titel dieser Zeit mit abgewandeltem Text.

## Entstehung
Die Handlung der Serie spielt in Kalifornien. Hauptdrehort ist die Villa von Nick Foley. Die Ardenvilla steht in der Arden Road in Pasadena. Ursprünglich gehörten dem Ensemble sechs Mädchen an, doch nach dem Pilotfilm kamen die Produzenten zur Auffassung, dass sechs Mädchen zu viel seien. Der Charakter der Nina, die Heather McAdam nur in der ersten Episode verkörperte, wurde gestrichen.

### Deutscher Titel
Die Serie wurde noch vor der wesentlich bekannteren, auch im englischen Original Full House genannten Sitcom nach Deutschland eingekauft, deren Produktion noch im selben Jahr begann, die aber erst im September 1987, also ein halbes Jahr nach Rags to Riches, ihren Pilotfilm feierte.
Rags to Riches konnte jedoch bei Beliebtheit und Erfolg nicht annähernd konkurrieren. Die gewünschten Einschaltquoten wurden nicht erreicht, so dass schon nach zwei Staffeln, 20 Episoden und nicht einmal zehn Monaten Produktionszeit das Aus kam.